# Station Penryn
Penryn is een spoorwegstation van National Rail in Penryn, Carrick in Engeland. Het station is eigendom van Network Rail en wordt beheerd door Great Western Railway. 

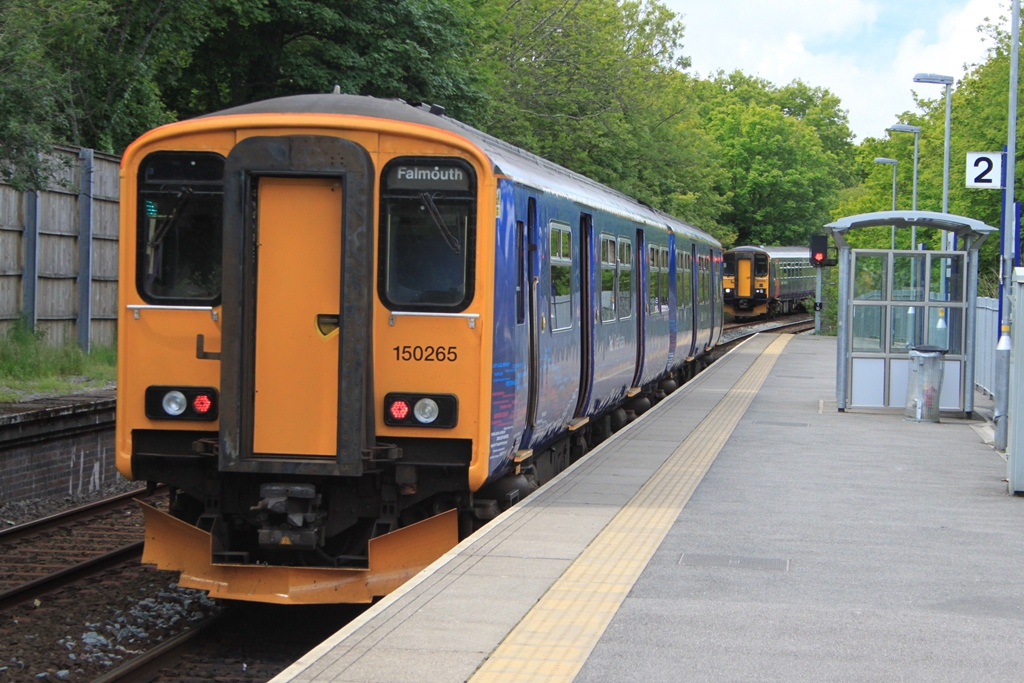
Kruisende treinen

Op dit station kruisen treinen naar Falmouth en Truro elkaar.